# 海鹿島駅

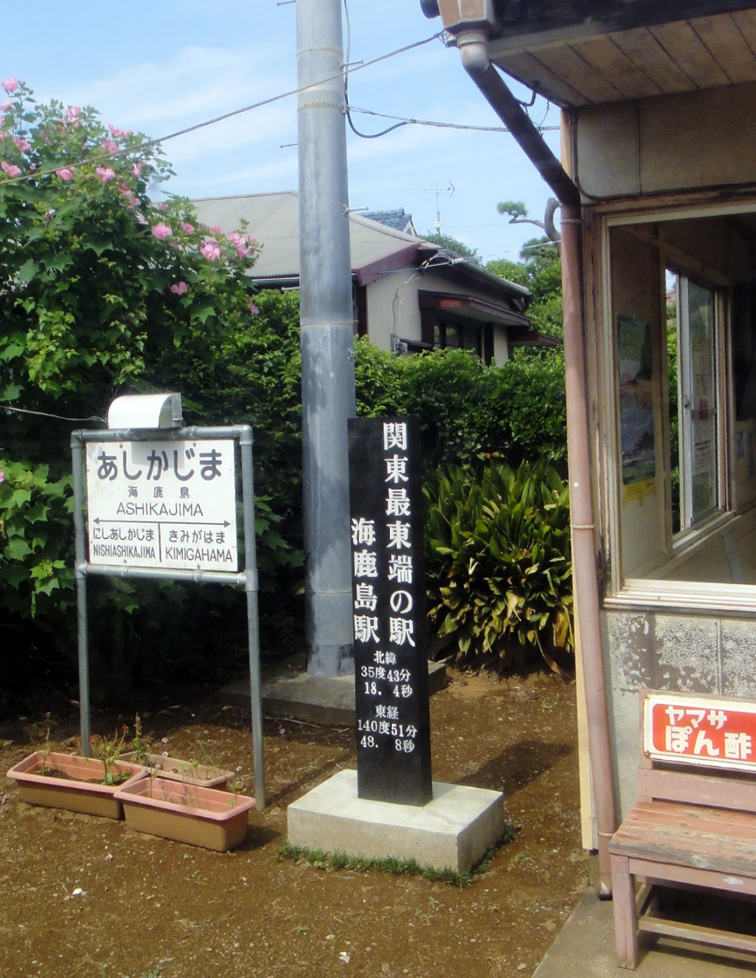
関東地方最東端の駅標柱（2013年8月）

海鹿島駅（あしかじまえき）は、千葉県銚子市小畑新町にある、銚子電気鉄道銚子電気鉄道線の駅である。駅番号はCD07。千葉県及び関東地方の最東端に位置する駅である。

## 歴史
藤工務所が命名権（ネーミングライツ）を獲得、とっぱずれを冠した愛称となった。現在は、日本リユースシステム株式会社が新たに命名権を獲得し、綿谷 岩雄を冠した愛称に変更された。これは、銚子電鉄がぬれ煎餅などの物販事業を開始したときの経理課長の名前である。

### 年表
- 1913年（大正2年）12月28日：銚子遊覧鉄道の駅として開業。
- 1917年（大正6年）11月21日：銚子遊覧鉄道の廃線と共に廃止。
- 1923年（大正12年）7月5日：銚子鉄道の駅として再び開業。
- 2008年（平成20年）1月1日：完全無人化。

## 駅構造
単式ホーム1面1線の地上駅。木造駅舎を有する。無人駅。清涼飲料の自動販売機あり、簡易トイレあり。
2007年（平成19年）1月、ボランティアにより掲げられた「文学碑めぐり案内図」の看板によって、「関東最東端の駅」と表記されるようになった（2016年（平成28年）現在では、駅舎横に「関東最東端の駅」の碑が建てられている）。
2007年12月まで小学生の通学時間帯のみ駅員を配置していたが、合理化により2008年以降本銚子駅共々完全無人化され、駅務室は「日本一ちっちゃな美術館」となっている。

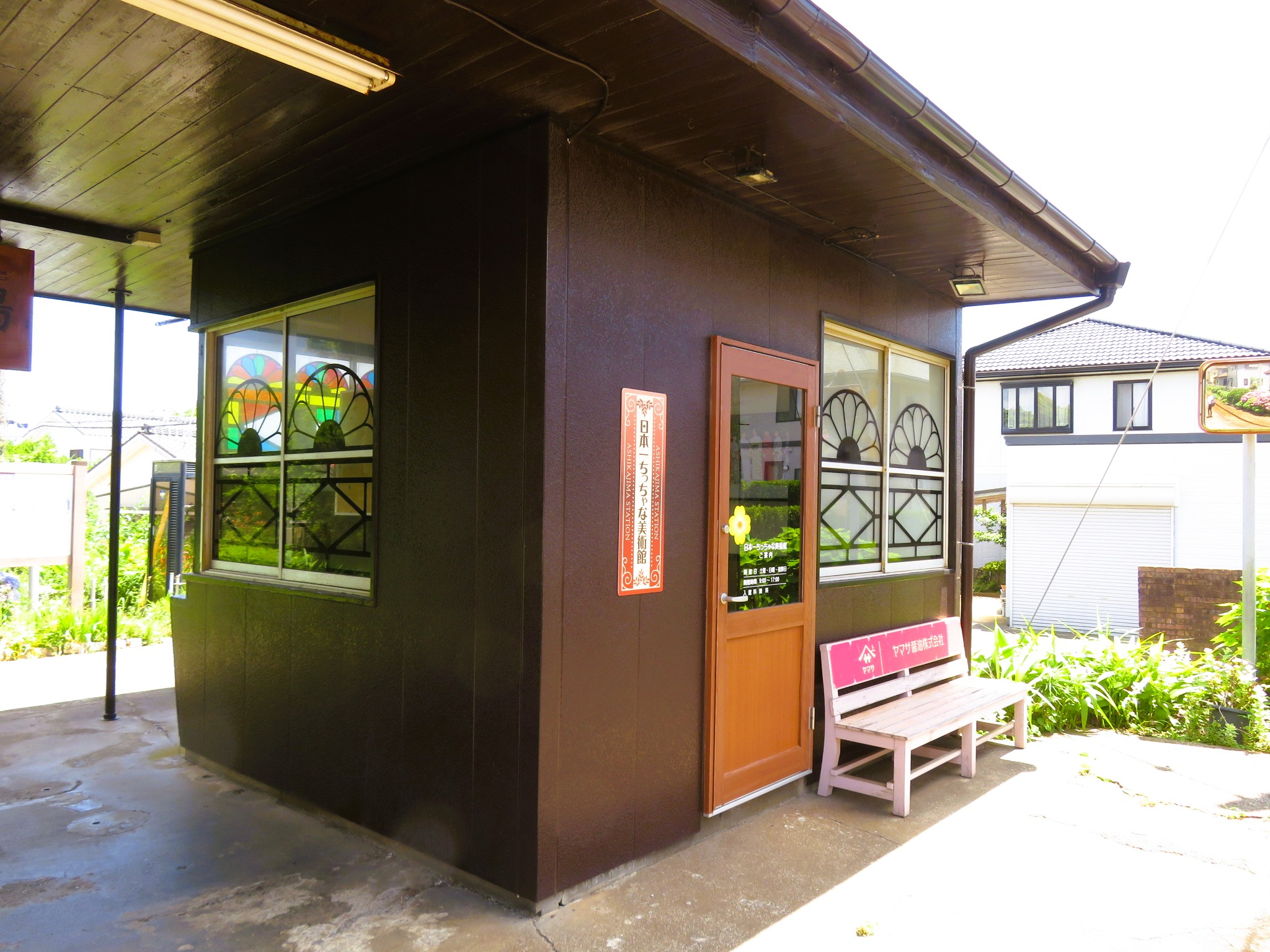
日本一ちっちゃな美術館（2025年6月）

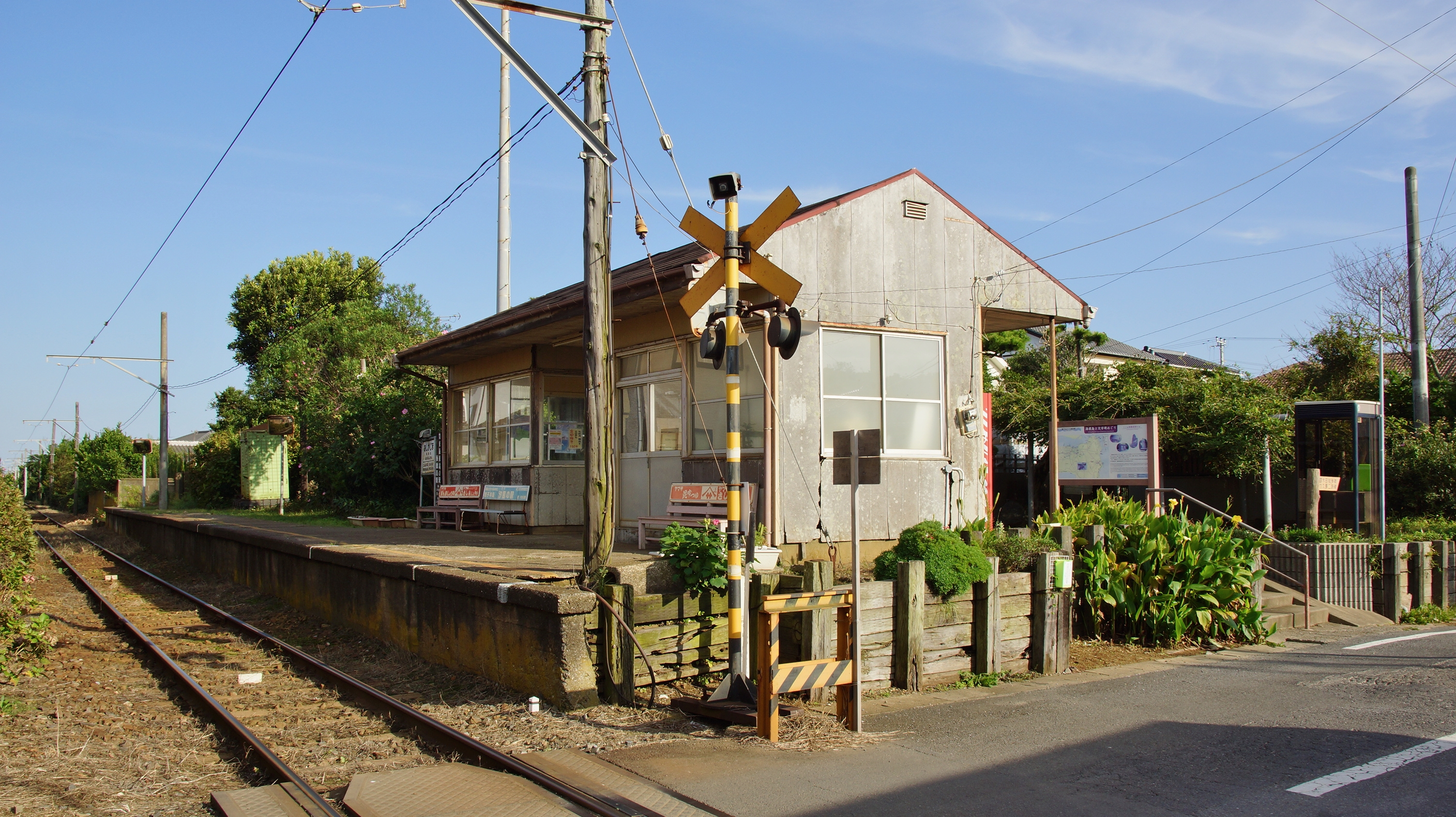
駅ホーム（2015年10月）

## 利用状況
1日平均乗車人員 73人（2019年度）
近年の一日平均乗車人員推移は下表の通り。
| 年度   | 一日平均 乗車人員 |
| ------ | ----------------- |
| 2007年 | 151               |
| 2008年 | 154               |
| 2009年 | 161               |
| 2010年 | 147               |
| 2011年 | 138               |
| 2012年 | 133               |
| 2013年 | 133               |
| 2014年 | 88                |
| 2015年 | 77                |
| 2016年 | 69                |
| 2017年 | 79                |
| 2018年 | 84                |
| 2019年 | 73                |

## 駅周辺

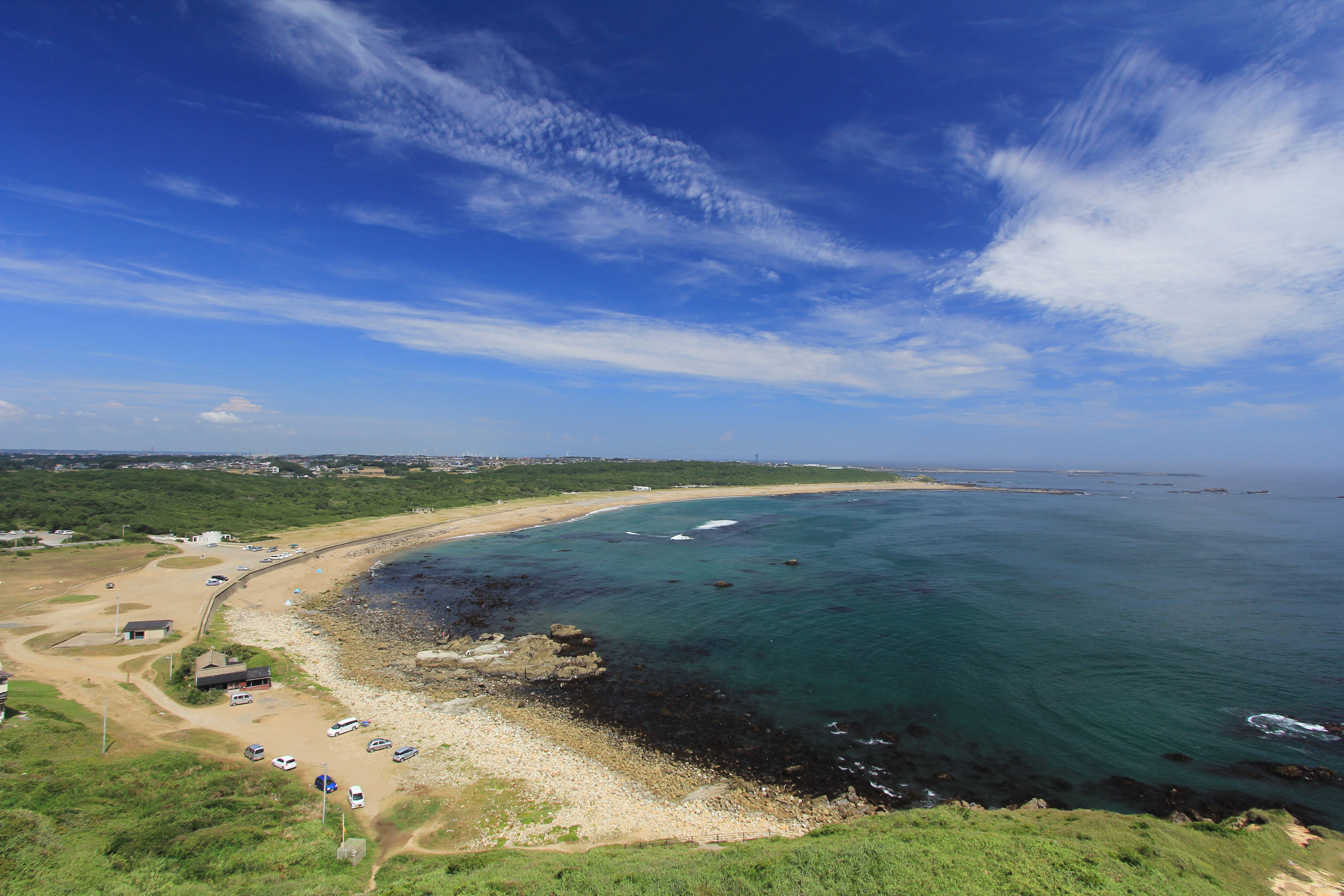
君ヶ浜海岸

駅周辺は「灯台キャベツ」のブランドで知られるキャベツ（夏場はトウモロコシ）を産する畑地と住宅地が点在する。風光明媚な景観を誇る海鹿島の海岸周辺には、かつて多くの別荘が建てられ保養地となり、明治時代・大正時代の文人たちがこれに滞在したことで知られる。今でもその景観は多くの市民や観光客に愛されている。
- 千葉県道244号外川港線
- 千葉県道254号銚子公園線
- 文人の文学碑 - 銚子出身の国木田独歩の碑を始め、竹久夢二（代表作「宵待草」の詩碑）、小川芋銭、尾崎萼堂（行雄）の文学碑が周辺に建つ。
- 海鹿島 - 明治までこの島にアシカが数百頭生息していた。
- 海鹿島海水浴場
- 君ヶ浜（北側） - 日本の渚百選指定の海岸。主な最寄り駅は君ヶ浜駅。

## 当駅が登場する主な作品
- 声優の林原めぐみがアルバム『ふわり』のプロモーション撮影に訪れた駅であり、後に林原のファンが訪れたため、一時的に利用客が微増していた時期がある（所謂「聖地巡礼」）。
- つりビットのシングル曲「旅立ちキラリ。」のMVでは終盤に当駅からメンバーの聞間彩が旅立つ（転校）設定で2000形に乗り込む場面がある。

## 隣の駅
銚子電気鉄道
■銚子電気鉄道線
西海鹿島駅（CD06） - 海鹿島駅（CD07） - 君ヶ浜駅（CD08）